# Anna de Rússia
|  | Per a altres significats, vegeu «Anna Ivanovna de Rússia». |

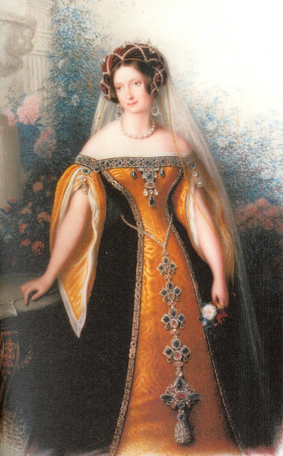
Anna Paulowna reina dels Països Baixos

Anna de Rússia, reina dels Països Baixos (Sant Petersburg, 1795 - Amsterdam, 1865) fou Gran duquessa de Rússia que a través del seu matrimoni amb el rei Guillem II dels Països Baixos esdevingué reina consort dels Països Baixos i gran duquessa consort de Luxemburg des de 1840 fins a 1849.
Filla del tsar Pau I de Rússia i de la tsarina Sofia de Württemberg nasqué el 1795 i era neta dels tsars Pere III de Rússia i Caterina II de Rússia per part de pare mentre que per part de mare ho era del duc Frederic II Eugeni de Württemberg i de la marcgravina Frederica de Brandenburg-Schwedt.
El 1810, Napoleó, que buscava una nova aliança per al seu imperi, demanà la seva mà però la reina mare, Maria Feodorovna, retardà la seva resposta fent que Napoleó perdés la paciència i s'acabés casant amb Maria Lluïsa d'Àustria. Anna contragué matrimoni el 1816 amb el príncep hereu i després rei Guillem II dels Països Baixos que era fill del rei Guillem I dels Països Baixos i de la princesa Guillemina de Prússia. La parella tingué cinc fills:
- SM el rei Guillem III dels Països Baixos nat el 1817 a Brussel·les i mort a Amsterdam el 1890. Es casà en primeres núpcies amb la princesa Sofia de Württemberg de la qual enviudà el 1877 i es tornà a casar amb la princesa Emma de Waldeck-Pyrmont.
- SAR el príncep Alexandre dels Països Baixos nat el 1818 i mort el 1848.
- SAR el príncep Enric dels Països Baixos nat el 1820 i mort el 1879. Es casà en primeres núpcies amb la princesa Amàlia de Saxònia-Weimar-Eisenach i en segones núpcies amb la princesa Maria de Prússia.
- SAR el príncep Ernest dels Països Baixos nat i mort el 1822.
- SAR la princesa Sofia dels Països Baixos nascuda el 1824 i morta el 1897. Es casà amb el gran duc Carles Alexandre I de Saxònia-Weimar-Eisenach.

L'Anna va experimentar dificultats amb diversos embarassos i la seva salut va trontollar de vegades. La reina fou una gran col·leccionista de joieria arribant a posseir una important col·lecció i una part de les joies foren robades en 26 de setembre 1829 a Brussel·les, i sospità que el seu espòs, sempre necessitat de diners en fou l'inductor. El seu germà, el tsar Nicolau I de Rússia decidí regalar-li una gran quantitat de pedres precioses per tal que pogués fer-ne fer de noves, un cop estrenà aquestes aparegueren de cop les que el seu espòs havia robat. D'aquesta forma la col·lecció es duplicà.
Al llarg del regnat del seu espòs es portà a terme una política conciliatòria entre el Parlament i la Corona la qual cosa permeté la modernització del país que continuà amb el regnat del seu fill. L'any 1840 es convertí en reina consort després de l'abdicació del rei Guillem I dels Països Baixos a causa de discrepàncies amb el Parlament per part del monarca. La relació d'Anna amb el seu fill Guillem es va mantenir tensa i el 1855, per una disputa sobre l'adjudicació de l'Orde de Guillem es va fer tan intens que va decidir abandonar el país i anar a casa d'uns familiars a Rússia. Anna tenia una bona relació amb els seus fills Enric i Sofia, però tots dos estaven a l'estranger.